# Monster: Berättelsen om Lyle och Erik Menendez
Monster: Berättelsen om Lyle och Erik Menendez (engelska: Monsters: The Lyle and Erik Menendez Story) är en amerikansk biografisk kriminal- och dramaserie. Serien hade premiär den 19 september 2024 på strömningstjänsten Netflix. Serien, som består av nio avsnitt, är skapad av Ian Brennan och Ryan Murphy och är baserad på verkliga händelser.

## Handling
Serien baseras på de verkliga händelserna kring bröderna Lyle och Erik Menendez, som mördade sina föräldrar i Beverly Hills 1989. De levde ett liv i lyx på arvet, vilket drog till sig uppmärksamhet från såväl myndigheter som polis. De fälldes 1996 till livstid för morden på föräldrarna. Åklagarsidan hävdade att motivet var att komma åt familjens förmögenhet. Bröderna själva hävdade att morden var ett resultat av rädsla beroende på att de hela livet fått utstå fysisk och känslomässig misshandel och sexuella övergrepp.

## Rollista (i urval)
- Nicholas Alexander Chavez - Lyle Menéndez
- Cooper Koch - Erik Menéndez
- Javier Bardem - José Menéndez
- Chloë Sevigny - Mary Louise "Kitty" Menéndez
- Nathan Lane - Dominick Dunne
- Ari Graynor - Leslie Abramson
- Dallas Roberts - Dr. Jerome Oziel
- Leslie Grossman - Judalon Smyth
- Enrique Murciano - Carlos Baralt
- Michael Gladis - Tim Rutten
- Jade Pettyjohn - Jamie Pisarcik